# والتر ر. هوتون
والتر ر. هوتون (بالإنجليزية: Walter R. Houghton)‏ هو مؤرخ أمريكي، ولد في 3 أكتوبر 1845، وتوفي في 24 يناير 1929.